# Ålands Näringsliv
Ålands Näringsliv är en intresseförening för företag på Åland. Föreningen grundades 2011 genom en sammanslagning av Ålands handelskammare, Ålands arbetsgivareförening och Ålands köpmannaförening. Ålands Näringsliv är den största företagarorganisationen på Åland. Vid utgången av 2023 hade föreningen cirka 420 medlemmar, som stod för omkring 80 procent av de privata arbetsplatserna på Åland.

## Uppgifter
Föreningens huvuduppgifter är:
Att påverka politiska beslut i företagens intresse
Att ge service till medlemmarna och ibland till andra företag
Att underlätta medlemmarnas affärsverksamhet genom nätverk

## Organisation
Ålands Näringsliv är en registrerad förening och en av 19 handelskamrar i Finland. Organisationen har en oberoende roll, till exempel vid värderingar och exportintyg, samt en stark regional förankring. Detta skiljer den från andra näringslivsorganisationer som Företagarna i Finland.
Medlemsmötet är föreningens högsta beslutande organ och utser styrelsen, som i sin tur utser verkställande direktör. Nuvarande VD (2025) är Susanne Olofsson. Kansliet i Mariehamn har åtta anställda.

## Handel på Åland
Åland ingår i Europeiska unionen och EU:s tullunion, men står utanför EU:s skatteområde. Därför finns en skattegräns mellan Åland och Finland samt mellan Åland och andra EU-länder. Handel med varor betraktas som import och export. Varuhandel mellan Åland och fastlandet sker utan mervärdesskatt.